# Ґневово (Поморське воєводство)
Ґневово (пол. Gniewowo) — село в Польщі, у гміні Вейгерово Вейгеровського повіту Поморського воєводства.
Населення — 422 особи (2011).
У 1975-1998 роках село належало до Гданського воєводства.

## Демографія
Демографічна структура станом на 31 березня 2011 року:
|          | Загалом | Допрацездатний вік | Працездатний вік | Постпрацездатний вік |
| -------- | ------- | ------------------ | ---------------- | -------------------- |
| Чоловіки | 214     | 63                 | 135              | 16                   |
| Жінки    | 208     | 51                 | 127              | 30                   |
| Разом    | 422     | 114                | 262              | 46                   |